# Jim Arnold
James Alexander « Jim » Arnold est un footballeur anglais né le 6 août 1950 à Stafford.

## Carrière
- 1979-1981 : Blackburn Rovers  Angleterre
- 1981-1985 : Everton  Angleterre
- 1982-1983 : → Preston North End (prêt)  Angleterre
- 1985-1986 : Port Vale FC  Angleterre